# (74496) 1999 CO136
(74496) 1999 CO136 – planetoida z pasa głównego asteroid okrążająca Słońce w ciągu 5,71 lat w średniej odległości 3,19 j.a. Odkryta 9 lutego 1999 roku.